# Jerzy Koszla
Jerzy Koszla (1935-1959) fue un deportista polaco que compitió en luge. Ganó una medalla de plata en el Campeonato Mundial de Luge de 1958, en la prueba doble.

## Palmarés internacional
| Campeonato Mundial | Campeonato Mundial      | Campeonato Mundial | Campeonato Mundial |
| Año                | Lugar                   | Medalla            | Prueba             |
| ------------------ | ----------------------- | ------------------ | ------------------ |
| 1958               | Krynica-Zdrój (Polonia) | Medalla de plata   | Doble              |